# Natação nos Jogos Pan-Americanos de 1971
A natação nos Jogos Pan-Americanos de 1971 foi realizada em agosto de 1971. Foram disputadas 29 provas, 15 masculinas e 14 femininas. 
Um recorde mundial foi batido nesta edição dos Jogos, pelo revezamento 4x200m live dos EUA.
A vitória do Canadá no 4x100m medley feminino marcou a primeira vez que os EUA perderam o ouro em um evento de revezamento, nos Jogos Pan-americanos.
Nos 200m borboleta masculinos, dois nadadores ganharam as primeiras medalhas de seus países na natação nos Jogos Pan-americanos em todos os tempos: Jorge Delgado obteve o ouro para o Equador, e Augusto González, o bronze para o Peru.

## Medalhistas
Masculino
| Evento                        | Ouro                                                                       | Ouro      | Prata                                                               | Prata    | Bronze                                                                 | Bronze   |
| ----------------------------- | -------------------------------------------------------------------------- | --------- | ------------------------------------------------------------------- | -------- | ---------------------------------------------------------------------- | -------- |
| 100 metros livre detalhes     | Frank Heckl USA Estados Unidos                                             | 52.80     | José Aranha BRA Brasil                                              | 53.74    | Robert Kasting CAN Canadá                                              | 53.76    |
| 200 metros livre detalhes     | Frank Heckl USA Estados Unidos                                             | 1:56.36   | James McConica USA Estados Unidos                                   | 1:58.18  | Ralph Hutton CAN Canadá                                                | 1:59.89  |
| 400 metros livre detalhes     | James McConica USA Estados Unidos                                          | 4:08.97   | Steve Genter USA Estados Unidos                                     | 4:13.05  | Ralph Hutton CAN Canadá                                                | 4:15.75  |
| 1500 metros livre detalhes    | Pat Miles USA Estados Unidos                                               | 16:32.03  | Tom McBreen USA Estados Unidos                                      | 16:32.99 | Guillermo García MEX México                                            | 16:45.56 |
| 100 metros costas detalhes    | Mel Nash USA Estados Unidos                                                | 59.84     | John Murphy USA Estados Unidos                                      | 1:00.84  | Bill Kennedy CAN Canadá                                                | 1:01.35  |
| 200 metros costas detalhes    | Charlie Campbell USA Estados Unidos                                        | 2:07.09   | Tim McKee USA Estados Unidos                                        | 2:07.87  | John Hawes CAN Canadá                                                  | 2:14.72  |
| 100 metros peito detalhes     | Mark Chatfield USA Estados Unidos                                          | 1:06.75   | Brian Job USA Estados Unidos                                        | 1:07.93  | José Sylvio Fiolo BRA Brasil                                           | 1:07.94  |
| 200 metros peito detalhes     | Rick Colella USA Estados Unidos                                            | 2:27.12   | Felipe Muñoz MEX México                                             | 2:27.22  | Brian Job USA Estados Unidos                                           | 2:28.11  |
| 100 metros borboleta detalhes | Frank Heckl USA Estados Unidos                                             | 56.92     | Jerry Heidenreich USA Estados Unidos                                | 57.30    | Byron MacDonald CAN Canadá                                             | 58.40    |
| 200 metros borboleta detalhes | Jorge Delgado ECU Equador                                                  | 2:06.41 , | Robb Orr USA Estados Unidos                                         | 2:08.39  | Augusto González PER Peru                                              | 2:09.90  |
| 200 metros medley detalhes    | Steve Furniss USA Estados Unidos                                           | 2:10.82   | Frank Heckl USA Estados Unidos                                      | 2:12.11  | Felipe Muñoz MEX México                                                | 2:16.28  |
| 400 metros medley detalhes    | Steve Furniss USA Estados Unidos                                           | 4:42.69   | Ricardo Marmolejo MEX México                                        | 4:49.04  | Rick Colella USA Estados Unidos                                        | 4:49.30  |
| 4x100 metros detalhes         | David Edgar Steve Genter Jerry Heidenreich Frank Heckl USA Estados Unidos  | 3:32.15   | Timothy Bach Ian MacKenzie Brian Phillips Robert Kasting CAN Canadá | 3:38.15  | Ruy de Oliveira Flávio Machado Paulo Zanetti José Aranha BRA Brasil    | 3:42.48  |
| 4x200 metros detalhes         | Jerry Heidenreich Jim McConica Steve Genter Frank Heckl USA Estados Unidos | 7:45.82   | Robert Kasting Ron Jacks Brian Phillips Ralph Hutton CAN Canadá     | 8:04.76  | Alfredo Machado Ruy de Oliveira José Aranha Flávio Machado BRA Brasil  | 8:08.42  |
| 4x100 metros medley detalhes  | John Murphy Brian Job Jerry Heidenreich Frank Heckl USA Estados Unidos     | 3:56.08   | John Hawes William Mahony Byron MacDonald Robert Kasting CAN Canadá | 4:00.53  | César Lourenço José Sylvio Fiolo Flávio Machado José Aranha BRA Brasil | 4:02.94  |

Feminino
| Evento                        | Ouro                                                                             | Ouro    | Prata                                                                      | Prata   | Bronze                                                                      | Bronze  |
| ----------------------------- | -------------------------------------------------------------------------------- | ------- | -------------------------------------------------------------------------- | ------- | --------------------------------------------------------------------------- | ------- |
| 100 metros livre detalhes     | Sandy Neilson USA Estados Unidos                                                 | 1:00.60 | Angela Coughlan CAN Canadá                                                 | 1:01.15 | Karen James CAN Canadá                                                      | 1:01.88 |
| 200 metros livre detalhes     | Kim Peyton USA Estados Unidos                                                    | 2:09.62 | Angela Coughlan CAN Canadá                                                 | 2:10.56 | Olga de Ángulo COL Colômbia                                                 | 2:14.34 |
| 400 metros livre detalhes     | Ann Simmons USA Estados Unidos                                                   | 4:26.19 | Jill Strong USA Estados Unidos                                             | 4:36.15 | Angela Coughlan CAN Canadá                                                  | 4:38.86 |
| 800 metros livre detalhes     | Cathy Calhoun USA Estados Unidos                                                 | 9:15.19 | Cynthia Enze USA Estados Unidos                                            | 9:32.15 | María Teresa Ramírez MEX México                                             | 9:44.32 |
| 100 metros costas detalhes    | Donna Gurr CAN Canadá                                                            | 1:07.18 | Susie Atwood USA Estados Unidos                                            | 1:07.51 | Jill Hlay USA Estados Unidos                                                | 1:08.49 |
| 200 metros costas detalhes    | Donna Gurr CAN Canadá                                                            | 2:24.73 | Susie Atwood USA Estados Unidos                                            | 2:26.48 | Barbara Darby USA Estados Unidos                                            | 2:30.73 |
| 100 metros peito detalhes     | Sylvia Dockerill CAN Canadá                                                      | 1:18.63 | Linda Kurtz USA Estados Unidos                                             | 1:19.30 | Lynn Colella USA Estados Unidos                                             | 1:19.72 |
| 200 metros peito detalhes     | Lynn Colella USA Estados Unidos                                                  | 2:50.03 | Jane Wright CAN Canadá                                                     | 2:50.96 | Leonor Urueta MEX México                                                    | 2:52.72 |
| 100 metros borboleta detalhes | Deena Deardurff USA Estados Unidos                                               | 1:06.22 | Leslie Cliff CAN Canadá                                                    | 1:07.77 | Lucy Burle BRA Brasil                                                       | 1:08.79 |
| 200 metros borboleta detalhes | Lynn Colella USA Estados Unidos                                                  | 2:23.11 | Alice Jones USA Estados Unidos                                             | 2:28.10 | Susan Smith CAN Canadá                                                      | 2:32.60 |
| 200 metros medley detalhes    | Leslie Cliff CAN Canadá                                                          | 2:30.03 | Susie Atwood USA Estados Unidos                                            | 2:30.29 | Cindy Plaisted USA Estados Unidos                                           | 2:33.23 |
| 400 metros medley detalhes    | Leslie Cliff CAN Canadá                                                          | 5:13.31 | Cindy Plaisted USA Estados Unidos                                          | 5:13.64 | Susie Atwood USA Estados Unidos                                             | 5:13.75 |
| 4x100 metros detalhes         | Sandy Neilson Wendy Fordyce Katheryn McKitrick Lynn Skrifvars USA Estados Unidos | 4:04.20 | Leslie Cliff Donna Gurr Dianne Gate Angela Coughlan CAN Canadá             | 4:10.52 | Rosemary Ribeiro Cristiane Paquelet Maria Hungerbuler Lucy Burle BRA Brasil | 4:15.24 |
| 4x100 metros medley detalhes  | Donna Gurr Jane Wright Leslie Cliff Angela Coughlan CAN Canadá                   | 4:35.50 | Susan Atwood Lynn Colella Deena Deardurff Sandy Neilson USA Estados Unidos | 4:36.73 | María Teresa Ramírez Leonor Urueta Norma Amezcua Márcia Arriaga MEX México  | 4:45.18 |

## Quadro de medalhas
| Ordem | País               | Medalha de ouro | Medalha de prata | Medalha de bronze |    |
| ----- | ------------------ | --------------- | ---------------- | ----------------- | -- |
| 1     | USA Estados Unidos | 22              | 18               | 7                 | 47 |
| 2     | CAN Canadá         | 6               | 8                | 9                 | 23 |
| 3     | ECU Equador        | 1               |                  |                   | 1  |
| 4     | MEX México         |                 | 2                | 5                 | 7  |
| 5     | BRA Brasil         |                 | 1                | 6                 | 7  |
| 6     | COL Colômbia       |                 |                  | 1                 | 1  |
| 7     | PER Peru           |                 |                  | 1                 | 1  |
| TOTAL | TOTAL              | 29              | 29               | 29                | 87 |